# Execution Guaranteed
Execution Guaranteed è il secondo album del gruppo musicale power metal tedesco Rage, pubblicato nel 1987 dalla Noise Records.

## Edizioni
Esistono 2 edizioni diverse di Execution Guaranteed: l'edizione standard e quella rimasterizzata del 2002 con 6 tracce in più e una copertina diversa.

## Tracce
1. Down by Law - 03:23
2. Execution Guaranteed - 06:49
3. Before the Storm (The Secret Affair) - 04:49
4. Streetwolf - 06:07
5. Deadly Error - 05:06
6. Hatred - 03:57
7. Grapes of Wrath - 05:12
8. Mental Decay - 05:53
9. When You're Dead - 04:30

Remastered Bonus Tracks
1. Down by Law (Live)
2. Nevermore (Live)
3. Firestorm (Live)
4. On the Edge
5. Dust (Acoustic)
6. The Body Talks (Acoustic) - previously unreleased

## Formazione
- Peter Wagner - voce, basso
- Jochen Schroeder - chitarra
- Rudi Graf - chitarra
- Jörg Michael - batteria